# Lúčanská Malá Fatra
Lúčanská Malá Fatra je jižní část slovenského pohoří a geomorfologický podcelek Malé Fatry, který je od jeho severní části Krivánské Malé Fatry oddělen Strečnianským průsmykem řeky Váh. Pohoří je z jihu ohraničené pohořím Strážovské vrchy, na východě Turčianskou kotlinou, na západě Rajčankou a na severu řekou Váh. Je tvořeno žilnými a hlubinnými vyvřelinami mladšího paleozoika (karbonu) granodiority a křemennými diority, které postupně krystalizovaly a vyzdvihovaly se až do dnešní podoby. Nejvyšší vrchol, Veľká lúka (1475,5 m n. m.) je oblý kopec, také nazývaný Martinské hole. Přes celý hřeben, od Kľaku na jihozápadě až na Minčol na severovýchodě vede hřebenová cesta, z níž je místy krásný výhled na okolní hory.

## Geografie
Lúčanská Malá Fatra je na rozdíl od Krivánské Malé Fatry nižší a má odlišný tvar. V centrální části má široký plochý hřbet s lučními porosty vertikálně jen málo členitý. Jižnější část je zalesněna, je celkově nižší a vertikálně členitější. Údolí vyúsťující do Turčianské kotliny jsou kratší než na opačné straně hor směrem do Rajecké doliny.
Potoky, které z Lúčanské Malé Fatry stékají, se vlévají do řek Turiec, Rajčanka a Váh. Poblíž Fačkovského sedla se nalézá pramen řeky Nitra.

### Hřeben Lúčanské Malé Fatry
Následuje popis hlavního hřebene Lúčanské Malé Fatry od jihozápadu, k severovýchodu, od Fačkovského sedla (802 m n. m.). Prvním vrcholem je charakteristický skalnatý kopec Kľak (1352 m n. m.), jehož vrchol je výborným vyhlídkovým bodem. Pod ním se nachází Kľacký vodopád. Hřeben pokračuje přes Ostrou skálu (1220 m n. m.), Vrícke sedlo (950 m n. m.) na skalnatý vrchol Skalky (1191 m n. m.). Odtud pod kótu Janková (1163 m n. m.) mírně do Sedla pod Úplazom (988 m n. m.), které je křižovatkou turistických tras. Nad sedlem je vrchol Úplazu (1085 m n. m.) a pod ním Sedlo pod Hnilickou Kýčerou (1028 m n. m.) s pramenem pitné vody a křižovatkou značkovaných turistických cest. Hlavní hřeben pokračuje strmě nahoru na vrchol Hnilické Kýčery (1218 m n. m.), která je výborným vyhlídkovým bodem. Z vrcholu se hřeben táhne převážně lesem přes sedlo Maríková (990 m), Kopu (1232 m), Hornú lúku (1299 m n. m.) na Veterné (1442 m n. m.). Odtud pokračuje delší úsek lučnatého, bezlesého hřebenu. Dalším vrcholem je nejvyšší bod hřebenu, podle kterého dostalo celé pohoří své jméno – Veľká lúka (1475 m n. m.). Tato část pohoří bývá často po deštích rozmočena, mimo jiné též proto, že se zde nalézají rašeliniště. Z Velké louky vede hřeben na Krížavu (1457 m n. m.), na které se nacházejí různé telekomunikační vysílače. Kótou Zázrivá (1394 m n. m.) hřeben pokračuje na Minčol (1363 m n. m.), pod kterým se nacházejí památníky na prudké boje, které zde probíhaly v době druhé světové války během Slovenského národního povstání. Od kóty Úplaz (1301 m n. m.) klesá hřeben do lesa přes sedlo Javorina (967 m n. m.) do obce Strečno.

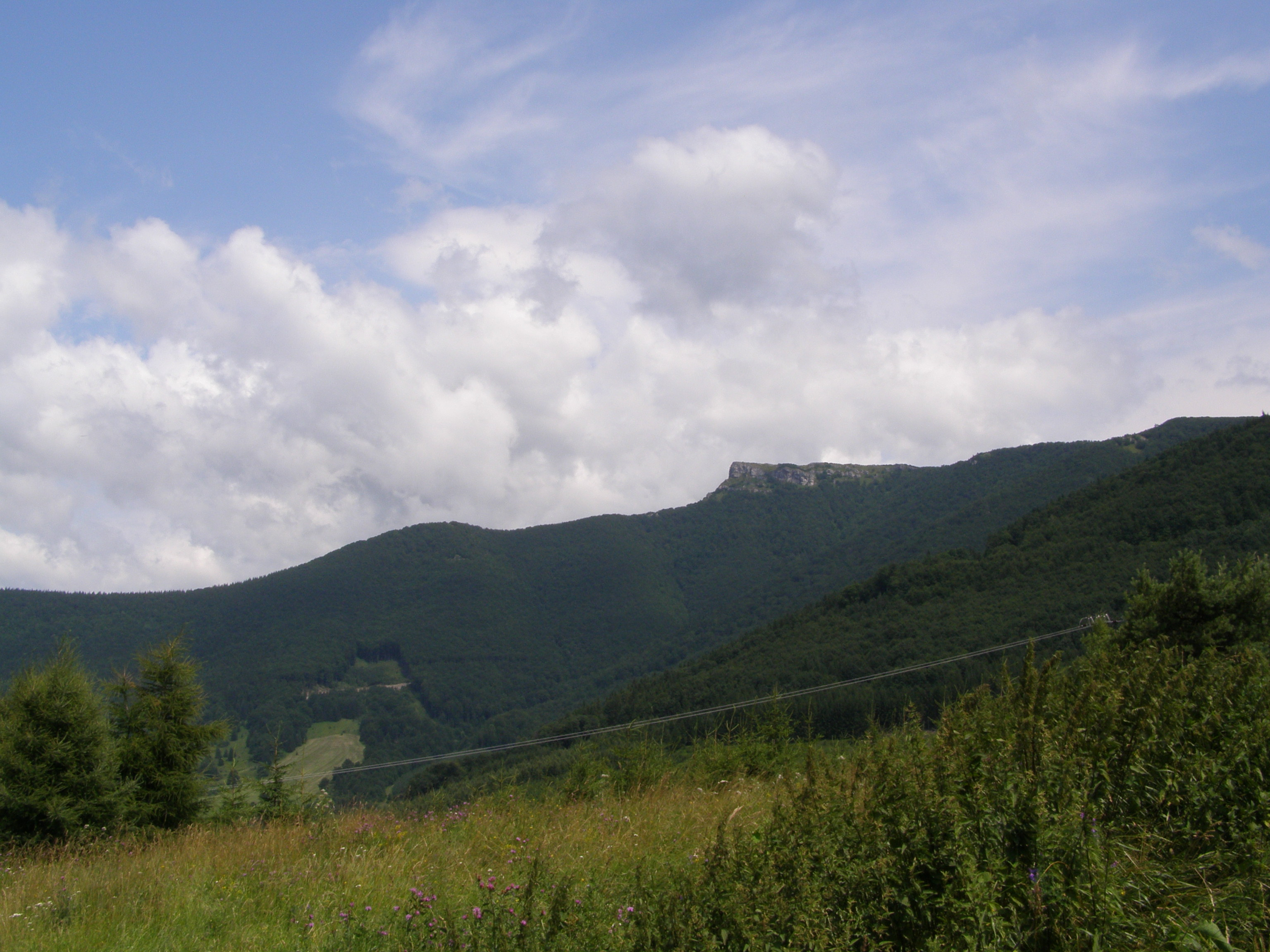
Hřeben Kľaku

## Turistika
Letní turistické cesty vedou dlouhými údolími, které zpočátku nejprve mírně a na závěr pak strmě stoupají na hlavní hřeben. Velmi dobré terény na zimní turistiku a lyžování jsou na Martinských holích a v okolí Fačkovského sedla. K dalším lyžařským střediskům patří Holý díl ve Višňovém, Valčianská dolina u obce Valča, Košariská v Rajeckolesnianské dolině a Piatrová u Vrútek. Oblast Lúčanské Malé Fatry je podstatně méně navštěvovaná než severní Krivánská Malá Fatra, což nabízí ideální možnosti trampské turistiky. Tento fakt je podpořen také tím, že Lúčanská Malá Fatra není zařazena mezi slovenské národní parky či chráněné krajinné oblasti.

## Zajímavosti
K zajímavostem tohoto atraktivního regionu patří například Slovenský betlém v Rajecké Lesné a Malofatranské muzeum ve Stráňavách.